# Kleinsee
Der Kleinsee (slow.: Malo Jezero) ist ein See in der Gemeinde St. Kanzian in Kärnten, Österreich. Er stammt aus der letzten Eiszeit.
Dieser Natursee mit einem Sandboden ist von einem 20 bis 40 m breiten Seerosen- und Schilfgürtel umgeben. Die tiefste Stelle liegt bei ca. 9 m. Im Uferbereich herrschen Seerosen und Schlamm vor, der See ist dadurch nur über wenige Stege zugänglich, aber umso mehr ein „Anglerparadies“. Im Osten des Kleinsees befindet sich der Klopeiner See.

## Tiere im Kleinsee
Im Kleinsee kommen folgende 15 Fischarten vor:
- Aitel (Leuciscus cephalus)
- Barsch (Perca fluviatilis)
- Brachse (Abramis brama)
- Forellenbarsch (Micropterus salmoides)
- Hecht (Esox lucius)
- Karpfen (Cyprinus carpio)
- Regenbogenforelle (Oncorhynchus mykiss)
- Reinanke (Coregonus lavaretus)
- Rotauge (Rutilus rutilus)
- Rotfeder (Scardinius erythrophthalmus)
- Schleie (Tinca tinca)
- Seeforelle (Salmo trutta f. lacustris)
- Seesaibling (Salvelinus alpinus)
- Wels (Silurus glanis)
- Zander (Sander lucioperca)

## Einzelnachweise

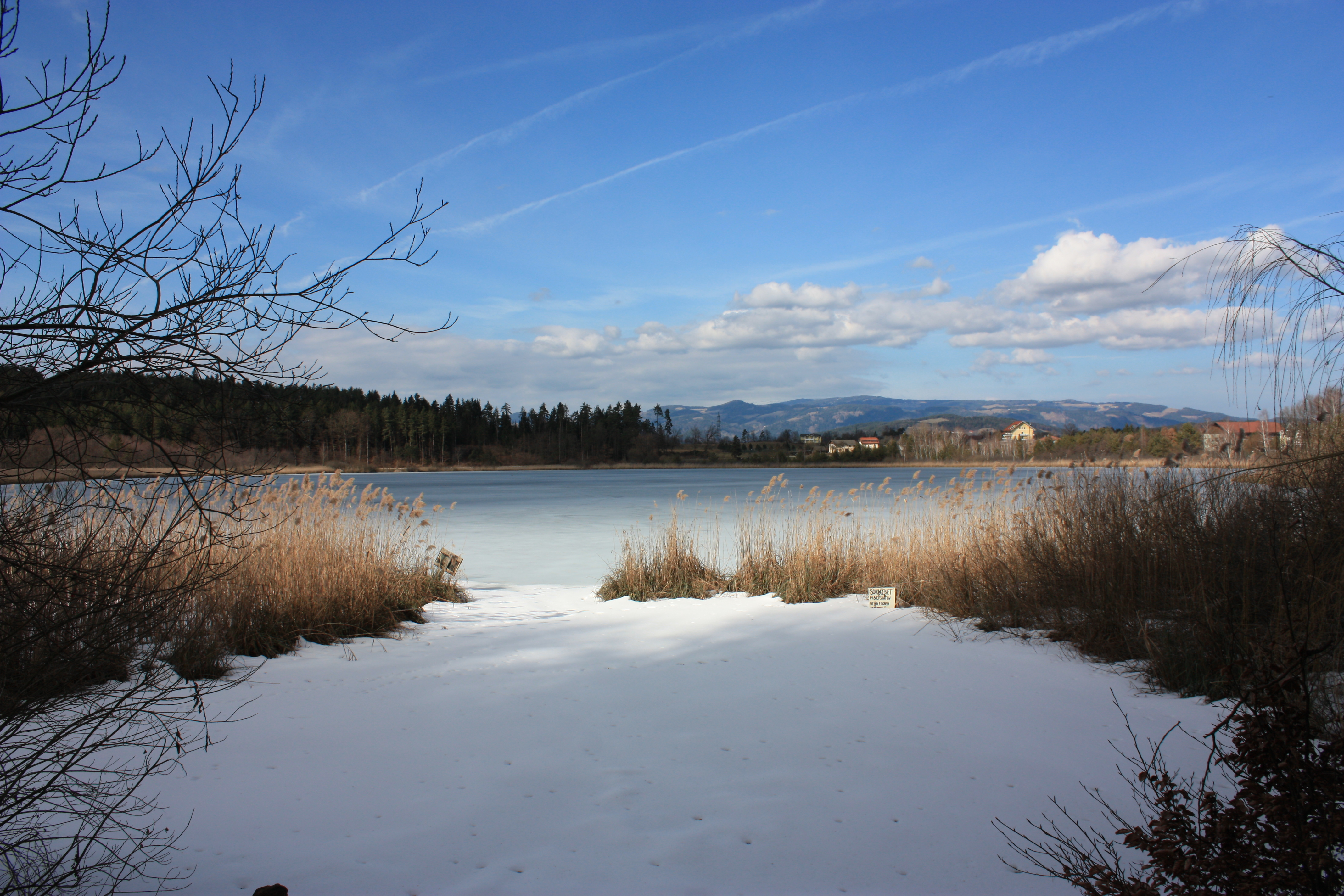
Kleinsee im Winter